# Krapp & Gutknecht Verlag
Der Krapp & Gutknecht Verlag ist ein Schulbuchverlag für das Unterrichtsfach Deutsch der Sekundarstufen I und II.
Er wurde von den Deutschlehrern Günter Krapp und Günther Gutknecht gegründet, um Lehrern handlungsorientierte Arbeitsunterlagen an die Hand zu geben. Seit einigen Jahren wird der Verlag in zweiter Generation geführt. Bis heute wurden über 400 Eigenproduktionen veröffentlicht, die in Deutschland und im deutschsprachigen Ausland (unter anderem in Österreich, der Schweiz und Liechtenstein) eingesetzt werden. Die Unterrichtsmaterialien des Verlages befassen sich mit Romanen und Dramen, Rechtschreibung und Zeichensetzung, Prüfungsvorbereitung und Kompetenzerwerb. Bekannt ist der Verlag auch für die Aufzeichnung zahlreicher Theaterinszenierungen. 